# Полуян, Владимир Александрович
Владимир Александрович Полуя́н (бел. Уладзімір Аляксандравіч Палуян; род. 3 января 1928) — белорусский советский историк, педагог. Доктор исторических наук (1980), профессор (1993).

## Биография
Родился в крестьянской семье в деревне Некрашевичи (ныне — Кореличский район, Гродненская область, Белоруссия). Окончил Минский педагогический институт (1951). В 1962 году защитил кандидатскую (Академии наук Белорусской ССР; «Белорусская крестьянско-рабочая Громада в борьбе за социальное и национальное освобождение трудящихся Западной Белоруссии в 1925—1927 годах»), а в 1980 году — докторскую диссертацию (Академии наук Белорусской ССР; «Революционно-демократическое движение в Западной Белоруссии (1927—1939 гг.)»).
Участник Великой Отечественной войны.
С конца 1944 года работал учителем, преподавал в Могилёвском педагогическом институте. С 1956 года — в Институте истории Академии наук Белорусской ССР, старший научный сотрудник, заведующий сектором, отделом. С 1993 года — ведущий научный сотрудник Национальной академии наук Республики Беларусь..

## Научная деятельность
Занимается исследованием вопросов белорусского национально-освободительного движения в Западной Белоруссии, истории крестьянства и аграрных преобразований в Белорусской ССР.